# Aero Boero AB-180
L'Aero Boero AB-180 est un quadriplace utilitaire et de tourisme dérivé de l’AB-95-115. Le prototype a volé en 1967 et cet avion était toujours produit en série en 1997.

## AB-180
Version de base. Monoplan à aile haute contreventée et train classique fixe de construction tubulaire métallique entoilée.

## AB-180Ag
Version agricole avec une trémie de 270 litres.

## AB-180 Condor
Spécialement destiné aux opérations à haute altitude avec un compresseur. Apparu en 1971, ce modèle sera construit à 4 exemplaires seulement.

## AB-180PSA
Biplace d’entrainement destiné à la qualification des pilotes. Ce modèle est largement exporté au Brésil en complément de l'AB-115.

## AB-180 RV
Version à autonomie accrue, le fuselage et la dérive étant légèrement modifiés.

## AB-180 RVR
Remorqueur de planeur.

## AB-180SP
Version expérimentale de l’AB-180Ag avec un jeu de plans supplémentaires transformant l’avion en sesquiplan.

## Aero Boero AB-150
Développé en parallèle avec l’AB-180, c’est un modèle plus économique et moins puissant de ce dernier.

### AB-150Ag
Version de travail agricole.

### AB-150RV
Version à autonomie accrue.